# Сашо Ангелов (футболист, р. 1948)
Сашо Ангелов (28 май 1948 г. – 1 декември 2017 г.) е български футболист, нападател. Легенда на Ботев (Враца), където преминава по-голямата част от футболната му кариера. Ангелов е на 2-ро място в клубната ранглиста на врачани, както по изиграни мачове, така и по вкарани голове в А група. С екипа на Ботев има 307 мача и 87 гола в елитното първенство.

## Биография
Родом от Алтимир, Ангелов е привлечен в Ботев (Враца) на 18-годишна възраст през 1966 г., когато талантът му е забелязан от прочутия местен специалист Янко Гелов. След кратък престой в школата на клуба е включен в първия състав, където играе до 1968 г., когато влиза в казармата.
Впоследствие е привлечен в Етър (Велико Търново). Помага на отбора да спечели историческа дебютна промоция за А група през 1969 г., след което записва 14 мача с 1 гол в елита през сезон 1969/70.
През 1970 г. Ангелов се завръща в Ботев (Враца) и носи екипа на врачани през следващите десет години. Бронзов медалист с отбора през сезон 1970/71. Записва 2 мача в Купата на УЕФА.